# Rdeče alge
Rdeče alge (znanstveno ime Rhodophyta, iz   ῥόδον (rhódon) 'vrtnica', in  φυτόν (phutón) 'rastlina') so ena najstarejših skupin evkariontskih alg. Rhodophyta je ena največjih debel alg, saj vključuje več kot 7.000 priznanih vrst v več kot 900 rodovih, pri čemer se njihova razvrstitev še vedno posodablja. Večina vrst (6.793) pripada razredu Florideophyceae,  ki večinoma vključuje mnogocelične morske alge, med katerimi je veliko znanih vrst morskih alg. Rdeče alge so pogoste v morskih habitatih. Približno 5% vrst pa živi v sladkovodnih okoljih, zlasti v toplejših krajih. Na kopnem ni rdečih alg, razen dveh vrst, ki živita v obalnih jamah in spadata v nespolni razred Cyanidiophyceae. Razlog za to bi lahko bil evolucijski dogodek, ko je zadnji skupni prednik izgubil približno 25% svojih osnovnih genov, kar je omejilo njihovo prilagodljivost za življenje na kopnem.
Uporabljamo jih v medicini, farmaciji in kozmetiki. 